# 380 Fiducia
380 Fiducia là một tiểu hành tinh lớn ở vành đai chính. Nó được xếp loại tiểu hành tinh kiểu C, và dường như có thành phần cấu tạo bằng vật liệu cacbonat.
Tiểu hành tinh này do Auguste Charlois phát hiện ngày 8.01.1894 ở Nice, và được đặt tên bằng tiếng Latinh Fiducia, nghĩa là "sự tin tưởng".